# Carnival (¥$ e Rich the Kid)
Carnival è un singolo del superduo statunitense ¥$ e del rapper statunitense Rich the Kid, pubblicato il 15 febbraio 2024 come terzo estratto dal primo album in studio del duo Vultures 1.
Il brano vede la partecipazione del rapper statunitense Playboi Carti.

## Antefatti
Una vecchia versione del brano era stata diffusa illegalmente sul web prima dell'uscita ed era stata suonata all'evento di ascolto in anteprima di Vultures 1 allo United Center di Chicago l'8 febbraio. Questa versione conteneva un campionamento non autorizzato di una versione live del brano dei Black Sabbath War Pigs, che è stato poi rimosso e sostituito con un campionamento del brano del 2010 di West Hell of a Life.

## Descrizione
Carnival vede la collaborazioni di Rich the Kid e Playboi Carti ed è stato scritto dagli artisti e prodotto da West insieme a TheLabCook, Ojivolta e Digital Nas.
Il brano si apre con un coro cantato dagli ultras della Curva Nord dell'Inter, con gli "oooh" della folla che si susseguono per tutto il brano. La prima strofa è di Rich the Kid, seguita da quest'ultimo che canta il ritornello insieme al coro, mentre la seconda è di Ty Dolla Sign. La terza strofa, cantata da Kanye West, ha ricevuto pesanti critiche per l'essersi paragonato con diverse figure pubbliche e per presunti riferimenti misogini. L'ultima strofa è cantata da Playboi Carti.
Il brano ha una "energia oscura" e, secondo Michael Saponara di Billboard, ha una "grunginess" che è portata dal campionamento di Hell of a Life.

## Controversie
Già prima dell'uscita si erano verificati problemi con l'utilizzo del campionamento di una versione live del 1983 di War Pigs dei Black Sabbath: in seguito all'ascolto in anteprima del brano a Chicago infatti, Ozzy Osbourne ha comunicato che non avrebbe permesso l'utilizzo del campionamento, definendo West "un antisemita che ha causato indicibili sofferenze a molti" e la moglie di quest'ultimo Sharon Osbourne ha minacciato il passaggio a vie legali in caso West avesse persistito. West ha risposto con un post sul suo profilo Instagram affermando che non fosse Osbourne a gestire i suoi social media. Il campionamento è stato poi rimosso e sostituito da un campionamento di Hell of a Life, brano di West del suo album del 2010 My Beautiful Dark Twisted Fantasy che contiene un'interpolazione autorizzata di Iron Man, un altro brano dei Black Sabbath. Randall Wixen, detentore di una quota del 35% della composizione di Hell Of A Life ha commentato l'accaduto dicendo: “È ironico che Kanye West abbia sostituito il campione senza licenza di Iron Man con un campione di Hell Of A Life, che campiona anch’esso un brano di Osbourne e Tony Iommi” e ha affermato: "In un mondo perfetto, tutti i campioni verrebbero approvati e autorizzati prima della pubblicazione. Si tratta di una questione di rispetto basilare per l’autore della canzone”.
Il verso di West nel brano è stato molto criticato per i paragoni a R. Kelly, Bill Cosby, Sean Combs e Gesù e per il riferimento a Taylor Swift, con la quale il rapper ha avuto diverse controversie negli anni.

## Accoglienza
Carnival è stato piazzato al primo posto nella classifica tra i brani di Vultures 1 da Michael Saponara di Billboard, che la ha definita "l'esempio perfetto del motivo per cui i fan sopportano tutte le controversie, i ritardi nelle pubblicazione degli album e le pazzie" e ha affermato che "nessun altro nel rap crea momenti così". Ha anche lodato la collaborazione di Rich the Kid e Playboi Carti, affermando che West riesca a "tirare fuori il meglio dai propri collaboratori".
Molti giornalisti hanno criticato invece i testi, definendo "oggettivanti" i riferimenti a Taylor Swift e criticando i paragoni a R. Kelly e Bill Cosby.
Parlando del brano, Erik Skelton di Complex ha affermato che "più di tutto sembra che West voglia una hit".

## Tracce
Testi di Ye, Tyrone Griffin Jr., Dimitri Roger, Jordan Carter, Grant Dickinson, Mark Williams, Raul Cubina e Nasir Pemberton, musiche di Kanye West, TheLabCook, Ojivolta e Digital Nas.
1. Carnival (feat. Playboi Carti) – 4:24

Carnival Pack
Testi di Ye, Tyrone Griffin Jr., Dimitri Roger, Jordan Carter, Grant Dickinson, Mark Williams, Raul Cubina e Nasir Pemberton, musiche di Kanye West, TheLabCook, Ojivolta e Digital Nas.
1. Carnival (feat. Playboi Carti) – 4:24
2. Carnival (feat. Playboi Carti) (Clean) – 4:22
3. Carnival (Hooligans Version) – 4:19
4. Carnival (Instrumental) – 4:24
5. Carnival (feat. Playboi Carti) (Acapella) – 4:24

## Successo commerciale
Negli Stati Uniti, Carnival ha debuttato alla 3ª posizione della Billboard Hot 100, diventando il miglior debutto per Kanye West nella classifica alla pari con Love Lockdown nel 2008. Grazie a Carnival Kanye West ha ottenuto il suo ventunesimo brano nella top dieci, mentre Ty Dolla Sign ha ottenuto il suo terzo nonché il primo come artista principale. Nella sua prima settimana il brano ha accumulato 23,5 milioni di streaming, debuttando alla prima posizione della Billboard Streaming Songs. Tre settimane dopo il brano ha raggiunto la prima posizione della principale classifica statunitense, spodestando dalla vetta Texas Hold 'Em di Beyoncé, grazie anche a 33,7 milioni di streaming ottenuti e 3 000 copie digitali vendute, e diventando il primo brano di West a raggiungere la prima posizione dal 2011, quando un remix di E.T. di Katy Perry in partecipazione con il rapper raggiunse la vetta, e il suo primo da artista principale da Stronger del 2007. Carnival ha anche rappresentato la seconda numero uno in carriera per Ty Dolla Sign, dopo Psycho di Post Malone nel 2018, nonché la prima sia per Rich the Kid che per Playboi Carti.

## Classifiche

### Classifiche settimanali
| Classifica (2024)   | Posizione massima |
| ------------------- | ----------------- |
| Arabia Saudita      | 20                |
| Australia           | 5                 |
| Austria             | 10                |
| Belgio (Fiandre)    | 33                |
| Canada              | 2                 |
| Danimarca           | 13                |
| Emirati Arabi Uniti | 1                 |
| Finlandia           | 20                |
| Francia             | 119               |
| Germania            | 13                |
| Grecia              | 1                 |
| Irlanda             | 6                 |
| Islanda             | 1                 |
| Israele             | 37                |
| Italia              | 61                |
| Lettonia            | 1                 |
| Lituania            | 1                 |
| Lussemburgo         | 3                 |
| Medio Oriente       | 5                 |
| Norvegia            | 6                 |
| Nuova Zelanda       | 7                 |
| Paesi Bassi         | 17                |
| Polonia             | 3                 |
| Portogallo          | 11                |
| Regno Unito         | 5                 |
| Repubblica Ceca     | 3                 |
| Slovacchia          | 2                 |
| Stati Uniti         | 1                 |
| Svezia              | 34                |
| Svizzera            | 4                 |
| Sudafrica           | 5                 |
| Ungheria            | 15                |

### Classifiche di fine anno
| Classifica (2024) | Posizione |
| ----------------- | --------- |
| Australia         | 98        |
| Austria           | 75        |
| Canada            | 34        |
| Islanda           | 26        |
| Polonia           | 56        |
| Stati Uniti       | 38        |
| Svizzera          | 91        |

## Altri usi
Nel febbraio 2025 è stato campionato da Bhad Bhabie nel suo diss Ms. Whitman.